# 青海人民出版社
青海人民出版社是中华人民共和国的一家出版社，成立于1954年5月24日，社址位于青海省西宁市。出版汉语、藏语两种文字的图书。